# Nobunaga Sensei no Osanazuma
Nobunaga Sensei no Osanazuma (ノブナガ先生の幼な妻 lit. La joven novia del maestro Nobunaga?) es un manga japonés de comedia romántica creada por Azure Konno. Se ha serializado en la revista mensual de manga seinen de Futabasha, Gekkan Action, desde mayo de 2017, se ha recopilado en 6 volúmenes tankōbon y finalizó el 28 de marzo de 2018. Una adaptación de anime por Seven se emitió desde 6 de abril al 22 de junio de 2019.

## Sinopsis
La historia de la comedia romántica se centra en Nobunaga, un profesor de secundaria que adora los juegos románticos y que sueña con tener un harem de hermosas chicas, aunque nunca ha tenido novia. Un día aparece ante él Kicho, la joven esposa del señor feudal Oda Nobunaga, que ha viajado en el tiempo desde la era Sengoku. Es entonces cuando la joven confunde al profesor Nobunaga con el Oda Nobunaga histórico e intentará concebir su hijo.

## Personajes
Nobunaga Oda (織田信永 Oda Nobunaga?)
Seiyū: Kōdai Sakai
Un maestro que ama los videojuegos bishōjo. Sueña con estar en un harén rodeado de muchas chicas, como en los juegos. Sin embargo, él nunca ha podido conseguir una novia, por lo que esos sueños de un harén y más aún son solo sueños. Debido a que él es un descendiente del histórico Oda Nobunaga con un nombre similar (escrito con diferentes caracteres kanji), sus estudiantes lo llaman "Sr. Nobunaga", se dice que podría ser su reencarnación del propio Oda Nobunaga debido a la similitud que tienen. 
Saitō Kichō (斎藤帰蝶 Kichō Saitō?)
Seiyū: Akari Uehara
Una niña de 14 años que vino de la era de los Estados Combatientes. Debería haberse comprometido con Oda Nobunaga en un matrimonio político, pero viajó en el tiempo hasta nuestros días. Ella desarrolla sentimientos por Nobunaga Oda. 
Ikoma Kitsuno (生駒吉乃 Kitsuno Ikoma?)
Seiyū: Ari Ozawa
La concubina de Oda Nobunaga que fue transportada desde la era de los Estados Combatientes hasta nuestros días. Perdió la vida a los 29 años, pero fue transportada en una forma más joven, sabe que ha renacido y Nobunaga Oda es de otra época, ha demostrado tener una personalidad yandere, cuando ve a Nobunaga con otra mujer.
Mayu Biwajima (枇杷島万結 Biwajima Mayu?)
Seiyū: Konomi Yūzaki
Mayu es estudiante de Nobunaga Oda. Ella está enamorada de él desde el principio y es descendiente de Onabe, una de las concubinas de Oda Nobunaga. 
Yuri Hoshigaoka (星ヶ丘友里 Hoshigaoka Yuri?)
Seiyū: Marika Tanaka
Yuri es una maestra que trabaja en la misma escuela en Nobunaga, es descendiente de Jitokuin, una de las concubinas de Oda Nobunaga y también era la enfermera de la hija de Ikoma, inicialmente no mostró interés en Nobunaga, pero después de ser tocada por Nobunaga. Ella tiene una obsesión por él. 
Anna Atsuka (熱田杏南 Atsuka Anna?)
Seiyū: Moe Toyota
Anna es la compañera de clase de Mayu Biwajima y su mejor amiga. 
Ichika Oda (織田市香 Oda Ichika?)
Seiyū: Suzuna Kinoshita
Ichika es la hermana menor de Nobunaga, vive con sus padres.

## Medios de comunicación

### Manga
| N.º | Fecha de lanzamiento    | ISBN                   |
| --- | ----------------------- | ---------------------- |
| 1   | 10 de noviembre de 2017 | ISBN 978-4-575-85061-1 |
| 2   | 11 de mayo de 2018      | ISBN 978-4-575-85153-3 |
| 3   | 12 de diciembre de 2018 | ISBN 978-4-575-85240-0 |
| 4   | 12 de marzo de 2019     | ISBN 978-4-575-85277-6 |
| 5   | 11 de octubre de 2019   | ISBN 978-4-575-85359-9 |
| 6   | 28 de marzo de 2018     |                        |

### Anime
El 11 de diciembre de 2018 se anunció una adaptación de la serie de televisión de anime. La serie está animada por Seven y dirigida por Noriyoshi Sasaki, con Arikura Arika manejando la composición de la serie y Takashi Nishikawa diseñando los personajes. La serie se transmitió del 6 de abril al 22 de junio de 2019 en el horario de AT-X y FutabAnime de Tokyo MX. El tema de apertura es "Aiseyo Minna, Hai!" (恋せよみんな、ハイ！?) por Pyxis, mientras que el tema final es "La mariposa regresadora" de Rika Tachibana. Crunchyroll está transmitiendo la serie.
| #  | Título                                                        | Estreno             |
| -- | ------------------------------------------------------------- | ------------------- |
| 1  | «Tsuma ga kita no Wa īmono no» (妻が来たのは いいものの)      | 6 de abril de 2019  |
| 2  | «Nobunaga no Ketsui» (ノブナガの決意)                         | 13 de abril de 2019 |
| 3  | «Kichō gakkō e iku» (帰蝶 学校へ行く)                         | 20 de abril de 2019 |
| 4  | «Inaba Yamashiro e» (稲葉山城へ)                              | 27 de abril de 2019 |
| 5  | «Futari-me» (二人目)                                          | 4 de mayo de 2019   |
| 6  | «Senaka o nagashimasu» (背中を流します)                       | 11 de mayo de 2019  |
| 7  | «Sannin-me» (三人目)                                          | 18 de mayo de 2019  |
| 8  | «Yonnin-me» (四人目)                                          | 25 de mayo de 2019  |
| 9  | «Suki no Riyū» (好きの理由)                                   | 1 de junio de 2019  |
| 10 | «Gonin-me!?» (五人目！？)                                     | 8 de junio de 2019  |
| 11 | «Jitokuin to o nabe no hō no nozomi» (慈徳院とお鍋の方の望み) | 15 de junio de 2019 |
| 12 | «Tsuma wa kaeranai to īmashita» (妻は帰らないと言いました)    | 22 de junio de 2019 |